# Џон Шлесинџер
Џон Шлесинџер (енгл. John Richard Schlesinger; IPA:  , 16. фебруар 1926 — Палм Спрингс, 25. јул 2003) је енглески филмски и позоришни редитељ и глумац. 
Као редитељ дебитује документарним филмом о лондонском Хајд Парку под насловом Недеља у парку, а први играни филм био му је И то се зове љубав из 1962. Најпознатији филмови које је режирао су Лажов Били (1963), Далеко од разуздане гомиле 1967, по роману Томаса Хардија), Поноћни каубој из 1969. (Оскар за режију и најбољи филм), Недеља, крвава недеља из 1971, Дан скакаваца из 1975. и Маратонац из 1976.